# 旭橋 (村上市)
旭橋（あさひばし）は、新潟県村上市の荒川に架かる国道345号の橋長505 m（メートル）の桁橋。

## 概要
旭橋は荒川に架かる橋梁のうち、最下流に位置する。また、2003年度（平成15年度） - 2018年度（平成30年度）に行われた、国道345号の旭橋架替事業の名称でもある。
路面高が計画高水位よりも低い潜り橋であることから、荒川の洪水時には交通規制が行われていた。また、老朽化や塩害による損傷、歩道がなく幅員狭小であるため、旧橋の下流部に新橋が建設された。

### 新橋
日本海に近いため、塩害対策として、鉄筋と鉄筋結束時の鉄線にエポキシ樹脂塗装を採用した。連続桁の長さは505 mに及ぶことから、支承の伸縮量は両端の合計で300 mmに達し、コンクリート打設後速やかに伸縮装置を取り付けられない。そこで、桁設置後の変位に対し、ジャッキによって支承下面のプレートを適正位置に移動させるポストスライド方式により打設1年後に施工した。また、塩害対策のため高欄にもアルマイト処理が採用された。テーパーをつけることで接合部の防水を図っている。
下部工は、橋台2基の杭基礎は逆T式橋台、橋脚7基の杭基礎は壁式橋脚である。
新橋の完成により車道が拡幅され、大型車のすれ違いが容易になった。また、路面高が旧橋より約6 m高いため、特殊通行規制区間の指定解除された。歩道の設置により歩行者のより安全な通行が可能になった。
- 形式 - 8径間連続ポストテンションPC箱桁橋
- 橋長 - 505.000 m
  - 支間割 - (56.200 m + 6×65.000 m + 56.400 m)
- 幅員 - 12.0 m
  - 車道 - 8.50 m
    - 車線幅 - 3.25 m[6]
    - 路肩 - 1.0 m[6]

  - 歩道 - 片側3.50 m[6]
- 着工 - 2008年（平成20年）[6]
- 開通 - 2015年（平成27年）10月4日[2]

### 旧橋

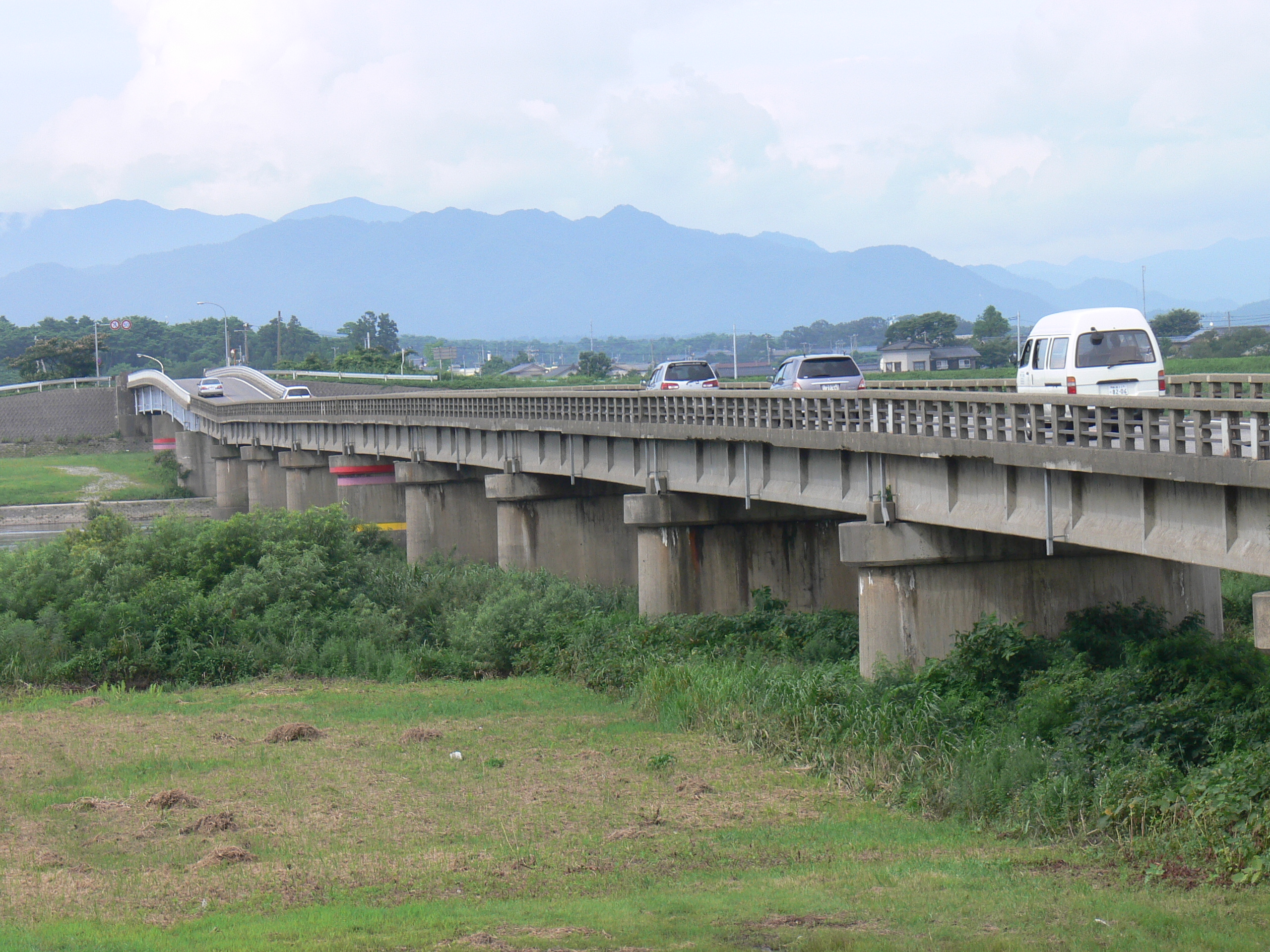
旧橋（撤去済）

旧橋は左岸側は旧堤防高を基準に架供されたため、嵩上げされた堤防よりも低いが、河川改修に伴い追加された右岸側は改修後の堤防高を基準にしたため、左岸側より右岸側が約1.5 m高い。このため増水時には橋が水面下に沈む潜り橋になっており、荒川の水位上昇に伴い、通行止めになっていた。
- 形式 - 11径間単純ポストテンションT桁+2径間鋼単純合成箱桁[2]
- 橋長 - 494.36 m[2]
  - 最大支間長 - 54.9 m
- 幅員 - 6.000 m[9]
  - 車道 - 6.00 m
  - 歩道 - なし
- 開通 - 1959年（昭和34年）なお、河川改修に伴い、1978年（昭和53年）に右岸側追加

### 道路改良事業の諸元
- 区間 - 新潟県村上市海老江 - 福田[5]
- 延長 - 1,490 m
- 幅員 - 13.0 m
  - 車線幅 - 3.25 m
  - 車線数 - 2車線
- 事業費 - 72億8,600万円

## 歴史
旭橋は1959年（昭和34年）に左岸側の延長382.7 mが供用されたが、1964年（昭和39年）の河川法制定前であり、1967年（昭和42年）の羽越水害を受けて、川幅を広げ、堤防を嵩上げする荒川の河川改修に合わせて1978年（昭和53年）右岸側111.6 mを追加した。
新橋の架橋工事は河川内の工事であり、夏の洪水時期や猟期を回避するため工事期間が冬から春先に限定されていた。
2012年（平成24度）までに基礎・下部工が完了し、同年度に上部工に着手した。新橋の開通は2015年（平成27年）10月4日で、その後、旧橋の撤去に着手し、2018年（平成30年）5月末までに完了した。